# Gemeine Stinkmorchel
Die Gemeine Stinkmorchel (Phallus impudicus) ist eine Pilzart aus der Familie der Stinkmorchelverwandten.
Der Pilz wurde von der Deutschen Gesellschaft für Mykologie zum Pilz des Jahres 2020 ernannt.

## Merkmale

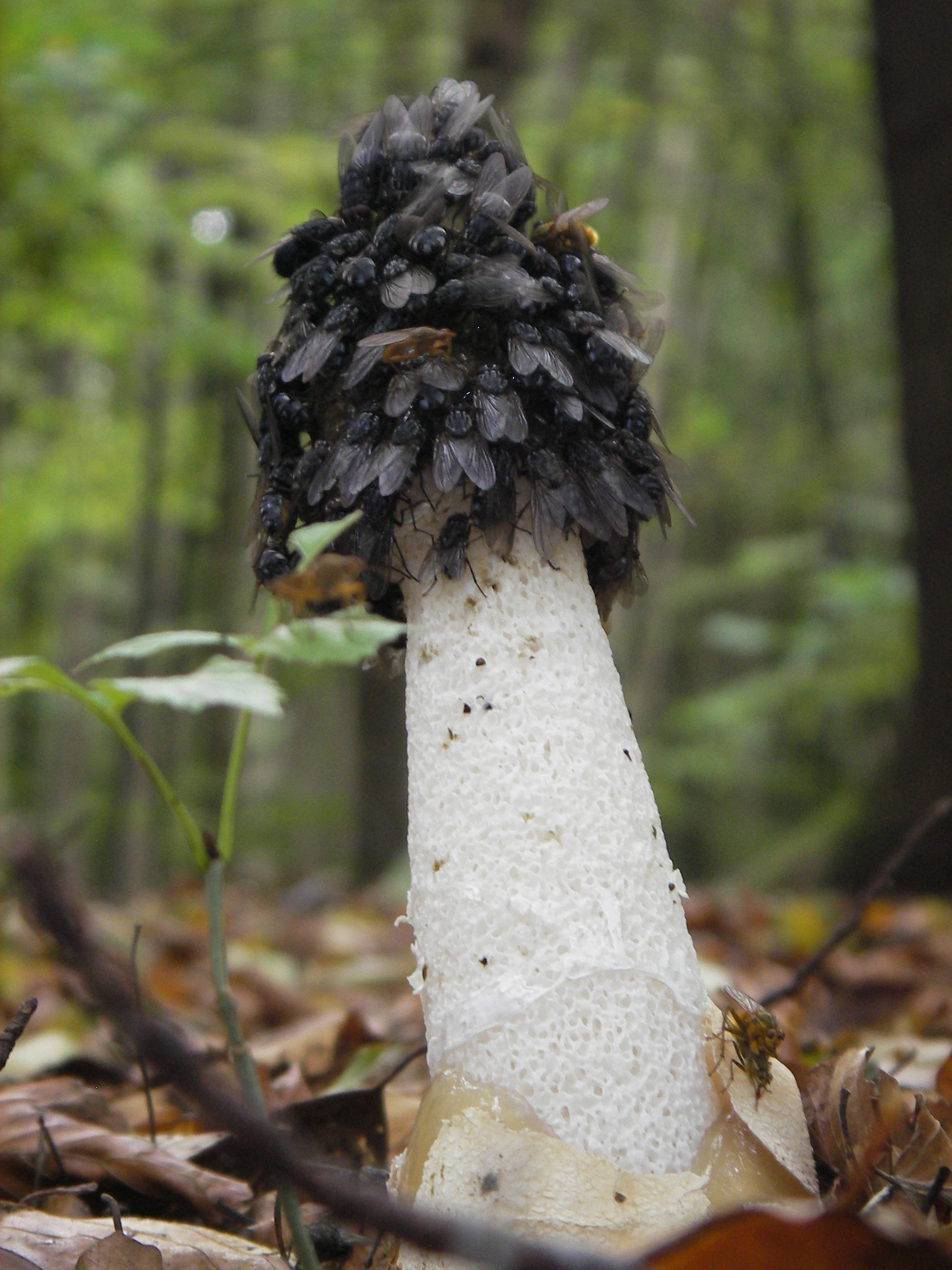
Die verflüssigte Gleba mit den Sporen der Stinkmorchel wird von Fliegen aufgesaugt.

Die Stinkmorchel bildet als spätes Anfangsstadium eine als Hexenei bezeichnete kugelige bis breit eiförmige Knolle. Das Hexenei wird etwa 5–6 cm hoch und 5 cm breit, an seiner Unterseite befindet sich ein ca. 1–2 mm dicker Myzelstrang. Aus dem Hexenei wächst, dank der Wasserreserve in der Gallertschicht, der etwa 20 cm lange und 2–3 cm breite, weiße Stiel mit dem Hut heraus. Der Hut oder die Kappe ist den Hüten beispielsweise der Lamellenpilze nicht homolog. Der hohle, an der Basis und der Spitze etwas verjüngte Stiel hat eine löchrige Struktur. Der Hut ist etwa 4,5 cm hoch und 2,5 cm breit und wabenartig strukturiert, auf dem Hütchen selbst ist eine ganzrandige, weiße Scheibe. Die Gleba ist olivgrün bis schwarzgrün, schleimig-flüssig und strömt einen intensiven Aasgeruch aus, wodurch Fliegen angelockt werden. Diese nehmen in wenigen Stunden die Gleba vollständig auf und verbreiten so die Sporen des Pilzes. Zurück bleibt ein weißes Gebilde, das im Volksmund als „Leichenfinger“ bezeichnet wird.
Von der Stinkmorchel werden zwei Formen unterschieden, deren systematischer Rang umstritten ist, die eigentliche Stinkmorchel Phallus impudicus var. impudicus und die Europäische Schleierdame Phallus impudicus var. pseudoduplicatus, mit einem grobmaschigen, weißen Schleier, der mehrere Zentimeter unter dem Hütchen hervorlugt. Diese Form wurde früher für eingeschleppte Exemplare der amerikanischen Art Phallus duplicatus gehalten, wird heute jedoch meist als Varietät der Gemeinen Stinkmorchel betrachtet.

## Ökologie
Die Gemeine Stinkmorchel ist ein saprobiontischer Bewohner humusreicher Böden oder sie wächst in der Nähe von morschem Holz. Sie kommt in Fichtenwäldern, Buchen- und Buchentannenwäldern, Eichen-Hainbuchenwäldern, Auwäldern und Erlenbruchwäldern vor. Daneben wird sie auch in Gebüschen und Parkanlagen gefunden. Die Fruchtkörper erscheinen in Mitteleuropa vom Frühsommer bis zum Herbst. Die Verbreitung der Sporen erfolgt durch Fliegen und Mistkäfer, die durch den aasartigen Geruch angelockt werden und die Gleba aufnehmen.

Stinkmorchel
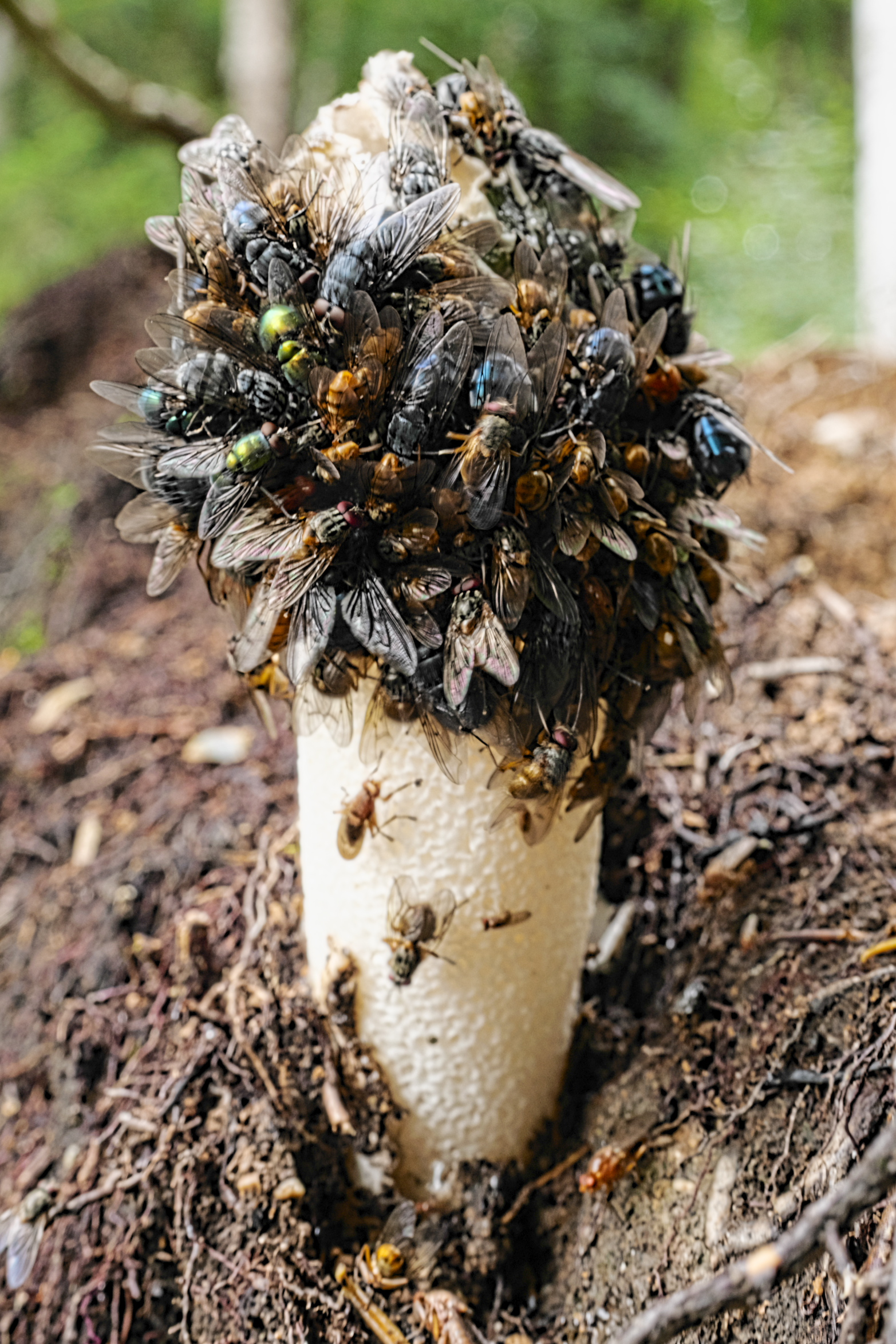
Mit Insekten vollständig bedeckter Kopf.
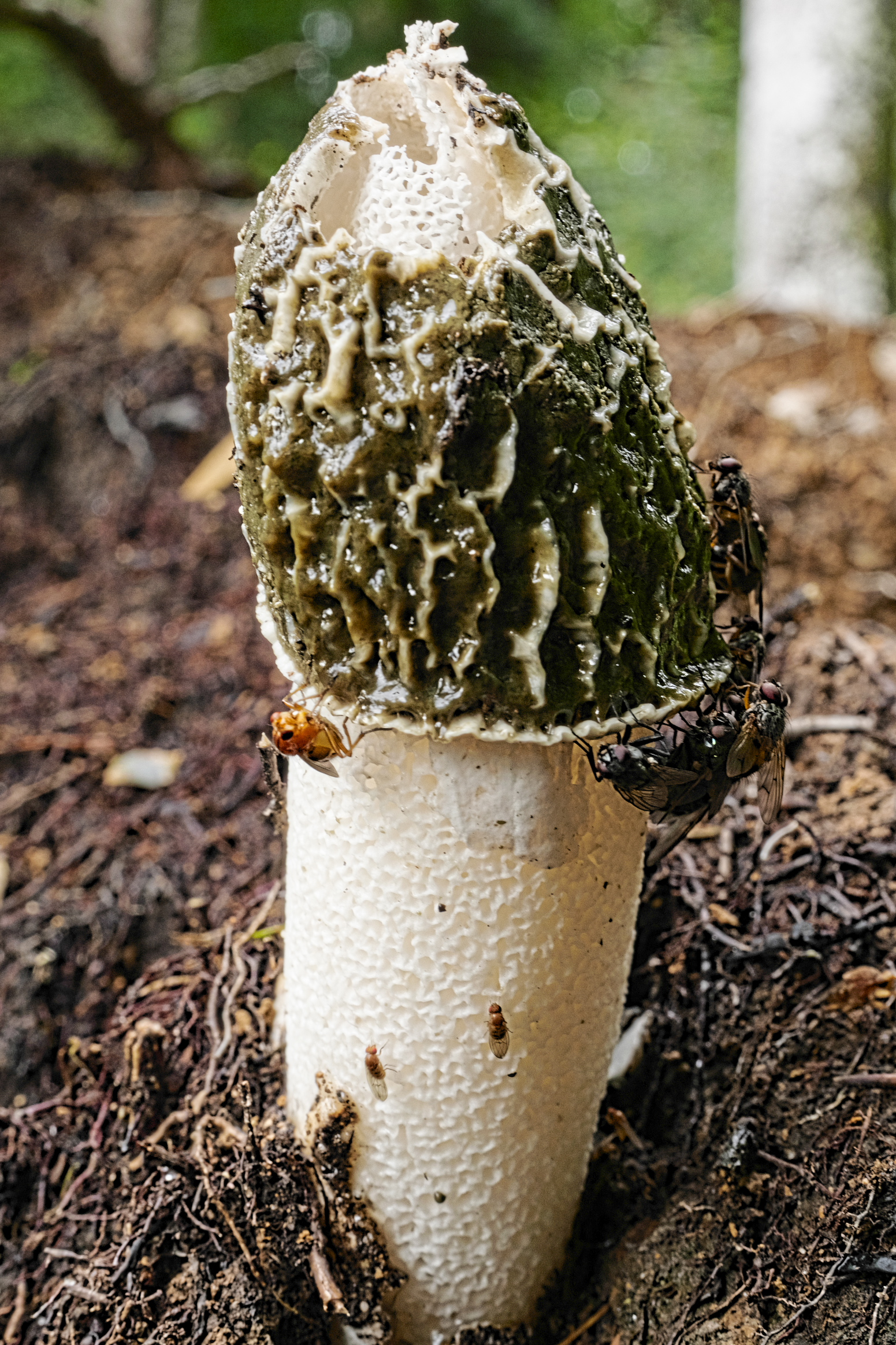
Derselbe Pilz nicht mit Insekten bedeckt.

## Verbreitung
Die Gemeine Stinkmorchel kommt in Europa, in Asien, auf den Kanarischen Inseln sowie in Nord- und Südafrika vor, im Himalaja wächst sie bis in Höhen von 3000 m. In Europa kann sie vom Mittelmeergebiet bis Irland, Schottland und Skandinavien gefunden werden.

## Bedeutung

### Speisewert
Die entfaltete Stinkmorchel ist wegen des unangenehmen Geruchs ungenießbar, das Hexenei hingegen essbar. Letzteres riecht und schmeckt rettichartig und kann nach Entfernen der Gallerthülle oder auch nur der Außenhaut roh oder gebraten verzehrt werden.

### Namensherkunft
Der Namensbestandteil „Stink-“ geht auf den intensiven, aasartigen Geruch zurück, weshalb Fruchtkörper in Gärten und Parks als lästig empfunden werden können. Der Namensbestandteil „-morchel“ bezieht sich dagegen auf die ähnlich aussehenden Morcheln. Stinkmorcheln und Morcheln sind jedoch nicht näher miteinander verwandt: Während die Stinkmorcheln wie die meisten Pilze mit großen Fruchtkörpern zu den Ständerpilzen gehören, zählen die Morcheln zu den Schlauchpilzen.
Der wissenschaftliche Name „Phallus impudicus“ leitet sich vom Erscheinungsbild des Fruchtkörpers ab – Phallus bezeichnet den erigierten Penis, an dessen Form der Pilz stark erinnert, das Adjektiv „impudicus“ bedeutet „unzüchtig, unkeusch“. Verhüllend wurde die Stinkmorchel früher auch als Hirschwurz bezeichnet.

### Aberglauben

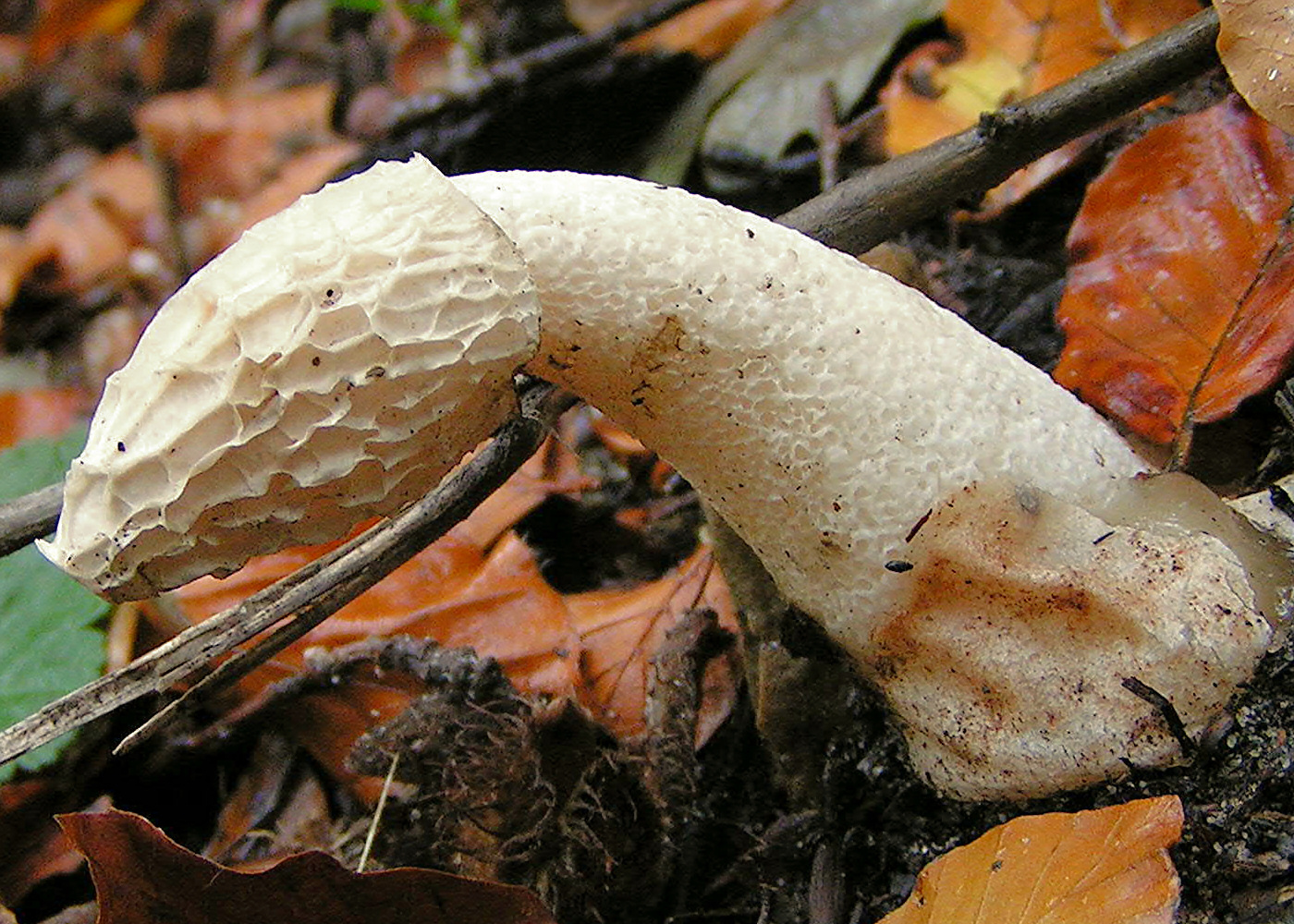
Ausgewachsene Stinkmorcheln, nach Aufzehren der Gleba durch Fliegen, werden im Volksmund als „Leichenfinger“ bezeichnet.

Da die Stinkmorchel nicht selten auf Grabhügeln gedeiht, entstanden im Volksglauben manche unheimliche Geschichten um diesen Pilz. Entspross auf einem Grab eine Stinkmorchel, so glaubte man, dass der darunter liegende Tote mit einem ungesühnten Verbrechen gestorben sei und mit Hilfe dieses Pilzes vor einem ähnlichen Schicksal warnen wolle. Daraus ist die manchmal vorkommende Bezeichnung Leichenfinger zu erklären.